# اوندور-اولان
اوندور-اولان (به لاتین: Öndör-Ulaan) یک منطقهٔ مسکونی در مغولستان است که در استان آرخانگای واقع شده‌است. اوندور-اولان ۴٬۰۰۰ کیلومتر مربع مساحت دارد.